# Az utolsó alakítás
Az utolsó alakítás (eredeti címén His Last Vow) a Sherlock című televíziós sorozat kilencedik epizódja, a harmadik évad harmadik epizódja, amelyet 2014. január 12-én mutattak be a BBC-n. 
A történet alapjául Sir Arthur Conan Doyle "A zsarolók királya" című novellája szolgált, mely a Sherlock Holmes visszatér című kötetben volt olvasható. A novellában szereplő ellenfél, Charles Augustus Milverton a filmben Charles Augustus Magnussenként szerepel. Az epizód címe pedig utalás "Az utolsó meghajlás" című kötetre.
Ebben a részben Sherlock ellopott, bizalmas levelek után nyomoz, melybe Watson csak később kapcsolódik be. Hamar kiderül, hogy az események mögött egy médiamogul, bizonyos Charles Augustus Magnussen áll, akit Sherlock ki nem állhat. Nyomozásuk közben fényt derítenek arra is, hogy az illető sok mindenkiről tud kompromittáló dolgokat – olyasvalakiről is, akiről nem is feltételeznék.
Az epizódot a kritika is jól fogadta: három jelölést kapott a Critics' Choice Television Award-on, valamint tizenkét jelölést a 2014-es Emmy-díjátadón, melyből hetet meg is nyert: Benedict Cumberbatch a legjobb főszereplő, Martin Freeman a legjobb mellékszereplő, Steven Moffat a legjobb író kategóriában, valamint a legjobb operatőri munka, a legjobb főcímzene, a legjobb egykamerás rögzítés, és a legjobb hangmérnöki kategóriákban is elhozott egy-egy díjat.

## Cselekmény
John egy ismerősük kérésére elmegy annak drogos fiáért egy elhagyatott épületbe. Megdöbbenve veszi észre, hogy Sherlock Holmes is a drogosok közt fekszik, teljesen elkábulva. Amikor ezért kérdőre vonja, közli, hogy csak egy nyomozást folytatott inkognitóban, de most már lebukott. Amikor Mycroft is megtudja, hogy az öccse kábítószert használ, elküldi a csapatát, hogy vizsgálják át a házát, de amikor Sherlock kiböki, hogy Charles Augustus Magnussen után nyomoz, megdöbben – a férfi ugyanis nagyon veszélyes, mert rengeteg olyan információ birtokában van, amivel zsarolni tud embereket, és mivel nem brit állampolgár, nem tehetnek semmit ellene. Sherlock közli, hogy egy bizonyos Lady Elizabeth Smallwood kérte fel a nyomozásra, ugyanis Magnussen birtokába kerültek a nő férje által írt kompromittáló levelek. John megdöbben, amikor felfedezi, hogy Sherlock egy nővel jár, ráadásul nem mással, mint Mary koszorúslányával, Janine-nel. Sherlock felvilágosítja, hogy mindezt csak azért teszi, mert a nő egészen véletlenül Magnussen titkárnője, és a kapcsolatukat felhasználva akar betörni Magnussen londoni irodájába, amíg ő házon kívül van. Sherlock és John oda is mennek, be is jutnak, de Janine-t közben valaki leütötte, ahogy egy másik őrt is. Sherlock hamarosan szembesül is a támadóval, aki épp Magnussenre fogja a fegyverét – és aki nem más, mint Mary. Mary lelövi Sherlockot, aki az elmepalotájába menekül, hogy valahogy mindvégig eszméleténél maradjon. Miközben kórházba viszik, az elméjében több kép viaskodik, mígnem egy bolondokházába zárt Moriarty az, aki fellelkesíti: ha meghal, azzal Johnt is cserbenhagyja. Közben majdnem meghal a műtőasztalon, de végül magához tér, és az első szava az, hogy "Mary".
Mary a kórházba siet, ahol már várja őt John. Majd megkéri Sherlockot, hogy ne árulja el őt. Ennek ellenére John gyanakodni kezd, főleg, amikor meglátja, hogy a Baker Street-en Sherlock visszavitte a helyére John ülőalkalmatosságát, és a mellette lévő asztalon pedig megtalálja Mary parfümjét is. Sherlock megszökik a kórházból, és titkos találkozóra hívja Maryt a Leinster Gardens 23-24 alá, ami egy álház, mely a szabadon futó metrósínek elé épített díszes tűzfal. A találkozó során elmondja Marynek mindazt, amit eddig megtudott róla: hogy valószínűleg bérgyilkos, aki egy halott nő személyazonosságát vette fel. Mindezeket ráadásul John is hallja, akit nagyon felzaklat a dolog. A beszélgetést a Baker Street-en folytatják, ahol Mary elmondja, hogy Magnussen olyan dolgokat tud róla, ami miatt börtönbe is zárhatják. Sherlockot olyan helyen lőtte meg, hogy ne tudjon elvérezni, ráadásul a mentőket is ő hívta ki. Sherlock végkövetkeztetése az, hogy John azért jött össze Maryvel, mert a veszély függőséget okoz nála, és Mary múltja épp ilyen veszélyes. Mary átad egy pendrive-ot Johnnak, amin rajta van az igazi nevének monogramja (A.G.R.A.), a tartalmában pedig az egész addigi élete, melyek tudatában John biztosan meggyűlöli majd őt. John azonban hetekig meg se nézi, majd a Holmes-családnál szervezett karácsonyi bulin a tűzbe veti azt és megbocsát Marynek. Ezen a bulin Sherlock mindenkit elkábít a karácsonyi puncsba kevert koktéllal, hogy megszerezhesse Mycroft laptopját. Most már, hogy tudja, hol van Appledore, Magnussen titkos rejtekhelye, úgy dönt, hogy odamegy Johnnal, és megszerzik a zsaroló birtokában lévő dokumentumokat Maryről és Lady Smallwoodról.
Magnussen elismeri azt is, hogy ő volt az, aki Johnt pár héttel korábban a Guy Fawkes-napi máglya alá rejtette, hogy lássa Sherlock reakcióit, akinek a barátja a gyenge pontja. Sherlock cserét ajánl: Mycroft laptopját, melyen államtitkok találhatóak, cserébe a Maryről szóló dokumentumokért. Magnussen azonban átlát a szitán: rájön, hogy mindez csak azt a célt szolgálja, hogy miután a laptop Magnussen birtokába kerül, már legyen törvényes oka a titkosszolgálatnak arra, hogy átkutassák Magnussen iratraktárát. Magnussen azonban közli velük, hogy ez nem történhet meg, mivel az iratraktár se létezett soha: minden a fejében, az "elmepalotájában" található, mivel kitűnő memóriával rendelkezik. Számára nem a konkrét iratok képezik a hatalmat, hanem a tudás, azaz hogy tudja, kit mikor mivel lehet zsarolni, és kinek mi a gyenge pontja. Ráadásul Sherlock és John önmagát keverte bajba, hiszen ezzel az akcióval hazaárulást követtek el (mint államtitkok kiszivárogtatói), míg Magnussen ismét szabadon távozhat, hiszen ő nem csinált semmit. Miközben Mycroft és a különleges egységek a helyszínre érkeznek, Sherlock rájön, hogy csak úgy tudja barátait és mindenki mást kiszabadítani a zsaroló karmaiból, ha végez vele, ezért főbe lövi Magnussent, majd megadja magát.
Mycroft sikeresen győzi meg az állambiztonságot arról, hogy az öccsét ne állítsák bíróság elé, hanem küldjék el egy nagyon veszélyes küldetésre Kelet-Európába fél évre, aztán pedig esetlegesen máshová. A száműzetés azonban mindössze négy percig tart, miután az indulásával egy időben országszerte Moriarty arcképe jelenik meg a képernyőkön, "Hiányoztam?" felirattal. Sherlockra szüksége van a hazának, így gépe leszáll.
A stáblista után maga Moriarty is megjelenik egy fél másodpercre, és megkérdezi a sorozat nézőit is, hogy hiányzik-e nekik.

## Érdekességek
- A történet eredetijét "A zsarolók királya" című novella képezi. Ott Magnussent Milvertonnak hívják, ettől eltekintve a titkos széfjének helye, ahol az iratokat őrzi, ugyancsak Appledore. Holmes abban a történetben is felhasznál egy nőt azért, hogy közelebb kerülhessen a céljához. A főgonosz mindkét sztoriban meghal, viszont a novellában nem Sherlock lövi le, hanem Milverton egyik áldozata.[2]
- Az epizód címe ugyan "Az utolsó meghajlás" című írásból jön, de ahhoz nem sok köze van: abban a kötetben Sherlock Holmes legutolsó szereplései láthatóak. Nincs megmagyarázva kellőképpen a részben sem, hogy miért ez a cím. Valószínű, hogy az angol cím (His Last Vow) alapján Sherlocknak arra az esküjére utal, amit az előző rész végén tett, nevezetesen hogy megvédi Johnt, Maryt, és még meg nem született gyermeküket. Bár a sztorinak semmi köze ehhez a műhöz, mégis felfedezhetőek utalások: a történetekben Sherlock visszavonultan él egy sussexi kunyhóban, és méhészkedéssel foglalatoskodik, itt pedig Janine említi meg, hogy venne egy házikót Sussexben, ahol méhkasok is vannak, de azokat eltünteti.[3] Mycroft meséje a keleti szélről ugyancsak megtalálható az eredeti sztoriban.
- Mary leleplezésére a Leinster Gardens alatti álházban kerül sor, amire Sherlock mint az "üres házra" utal. Ez is egy novella címe, amelyben Sebastian Moran ezredest hasonló módon, egy bábu felhasználásával csalja lépre, mint a filmben Maryt.
- Az A.G.R.A. rövidítés "A négyek jele" című történetben olvasható Agra kincsére történő utalás.
- A drogfüggő Bill Wiggins az eredeti történetekben is szerepel, mint Sherlock kis utcai csapatának tagja. Az, ahogy John találkozik vele, majd utána Sherlockkal, nagyon hasonló ahhoz, mint ami "A ferde szájú" című novellában is olvasható.
- Mycroft az epizód végén azt mondja: "ahogy egy kollégám gyakran megjegyezte, az országnak néha egy tompa eszközre van szüksége. Máskor meg egy éles szikére. Egy vágásra, sebészi pontossággal". Mark Gatiss úgy fogalmazott, hogy ezt a megjegyzést Mycroft M-re tette, aki pedig James Bondot illette ezzel a kifejezéssel. Ez a kijelentés azt feltételezi, hogy a Sherlock és a James Bond-történetek egy univerzumban játszódnak.[4]
- Miközben Magnussen Sherlockot vizslatja, láthatjuk vizuálisan is, hogy mi jár a fejében. A következő információk olvashatóak: Sherlock Holmes, tanácsadó detektív, pornópreferencia: normál. Bevételei: ismeretlen. Testvér: Mycroft Holmes, MI6 (lásd az aktáját). Gyenge pontok: Irene Adler, Jim Moriarty, Rőtszakáll (Holmesék gyerekkori kutyája, akit lelőttek), a baskerville-i véreb, ópium.